# Boni (Burkina Faso)
Pour les articles homonymes, voir Boni.
Pour le département et la commune rurale, voir Boni (département).
Boni est un village et le chef-lieu du département et la commune rurale de Boni, situé dans la province du Tuy et la région des Hauts-Bassins au Burkina Faso.
Village de culture bwa, il est internationalement connu pour ses masques et danses rituels.

## Géographie

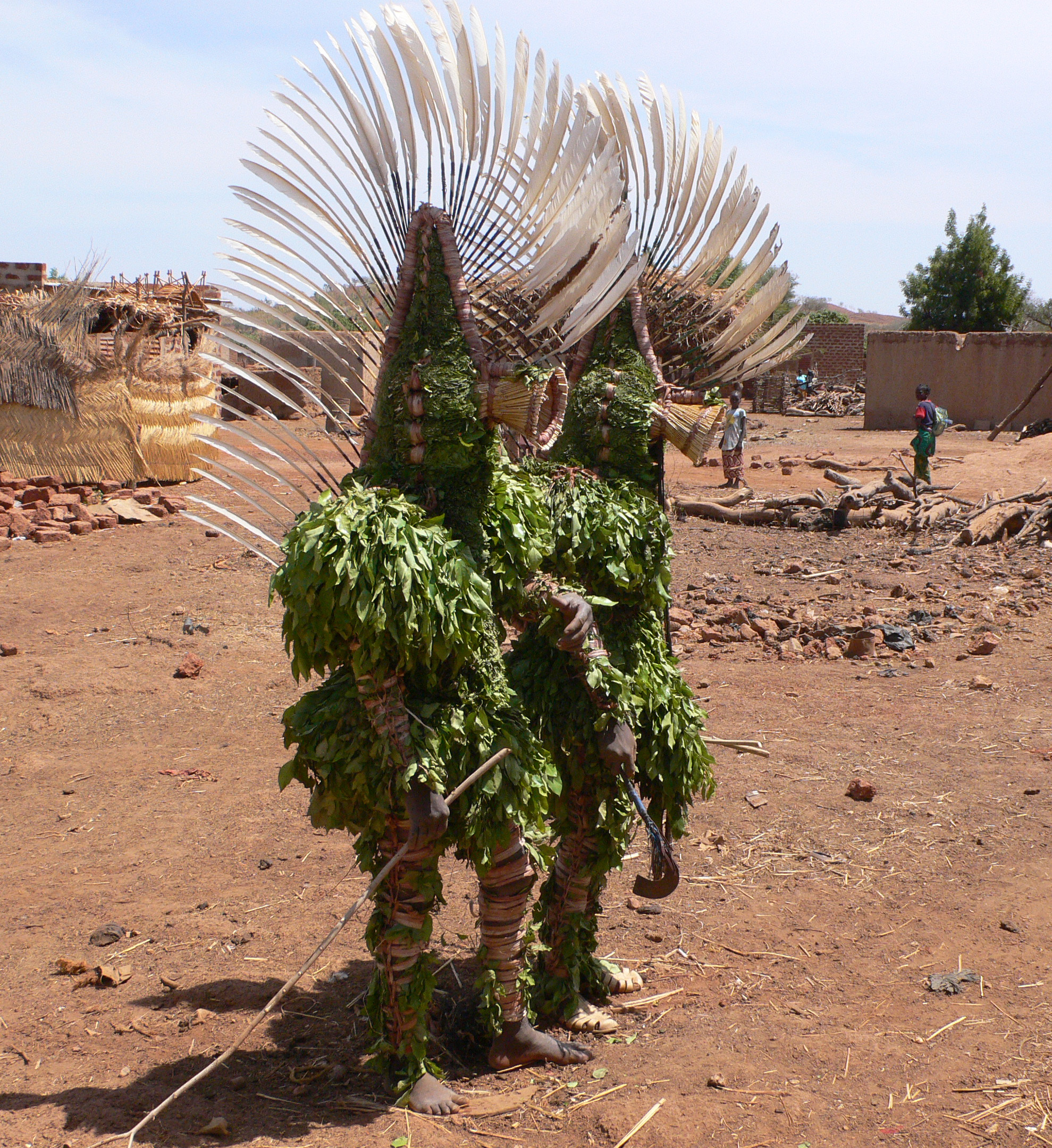
Masque bwa en feuillage, à Boni en 2006.

Boni se trouve à 16 km à l'est de Houndé et à environ 80 km au nord-est de Bobo-Dioulasso. La commune est traversée par la route nationale 1.
La commune est essentiellement peuplée de Bwas.

## Économie
Du fait de sa culture et de sa proximité avec la RN1 – qui permet un accès facile –, le village a développé une économie touristique autour de ses coutumes et de sa culture (masques-planche et danses) ainsi qu'un important artisanat associé.

## Santé et éducation
Boni accueille un centre de santé et de promotion sociale (CSPS).

## Culture
La culture bwa est particulière présente et vivante dans le village. Elle a permis une reconnaissance au-delà de sa région avec ses masques en bois et en feuillage ainsi que de ses danses rituelles dont certains sont rentrés, à l'international, dans les collections de musées comme le Musée du Quai Branly à Paris ou le Musée barrois à Bar-le-Duc qui en possèdent plusieurs.

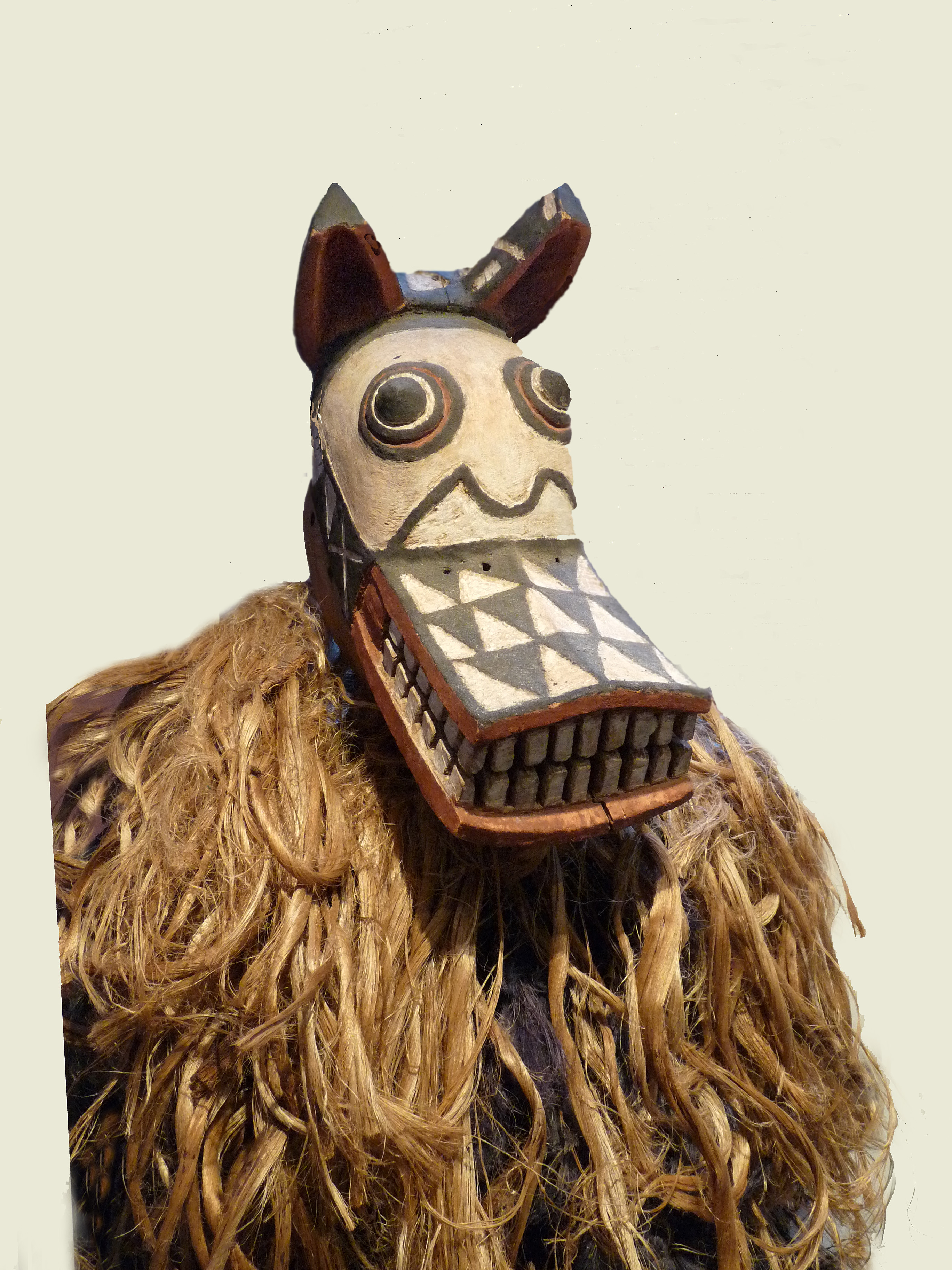
Masque hyène de Boni, coll. Musée barrois.
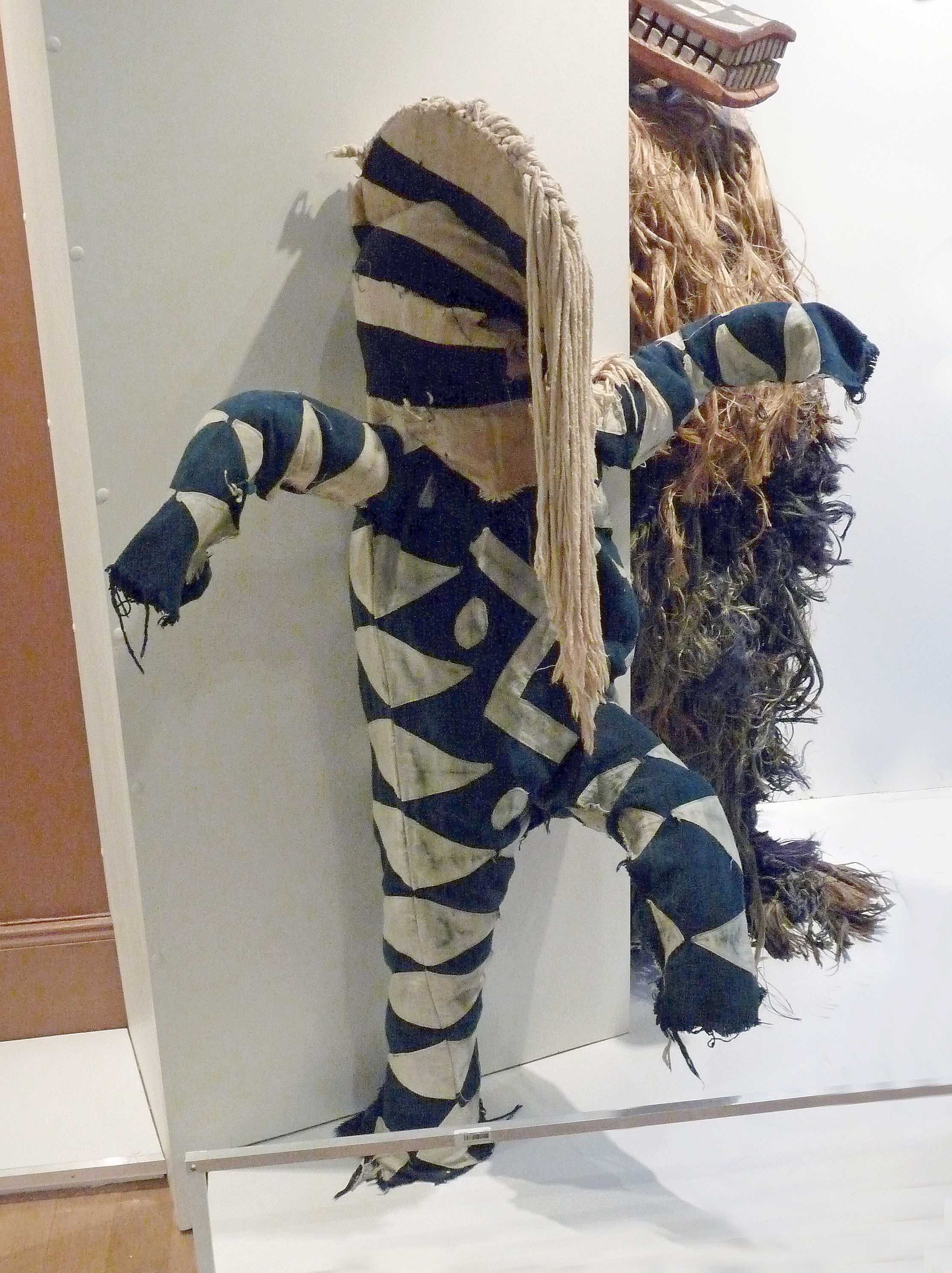
Masque blanc de Boni.
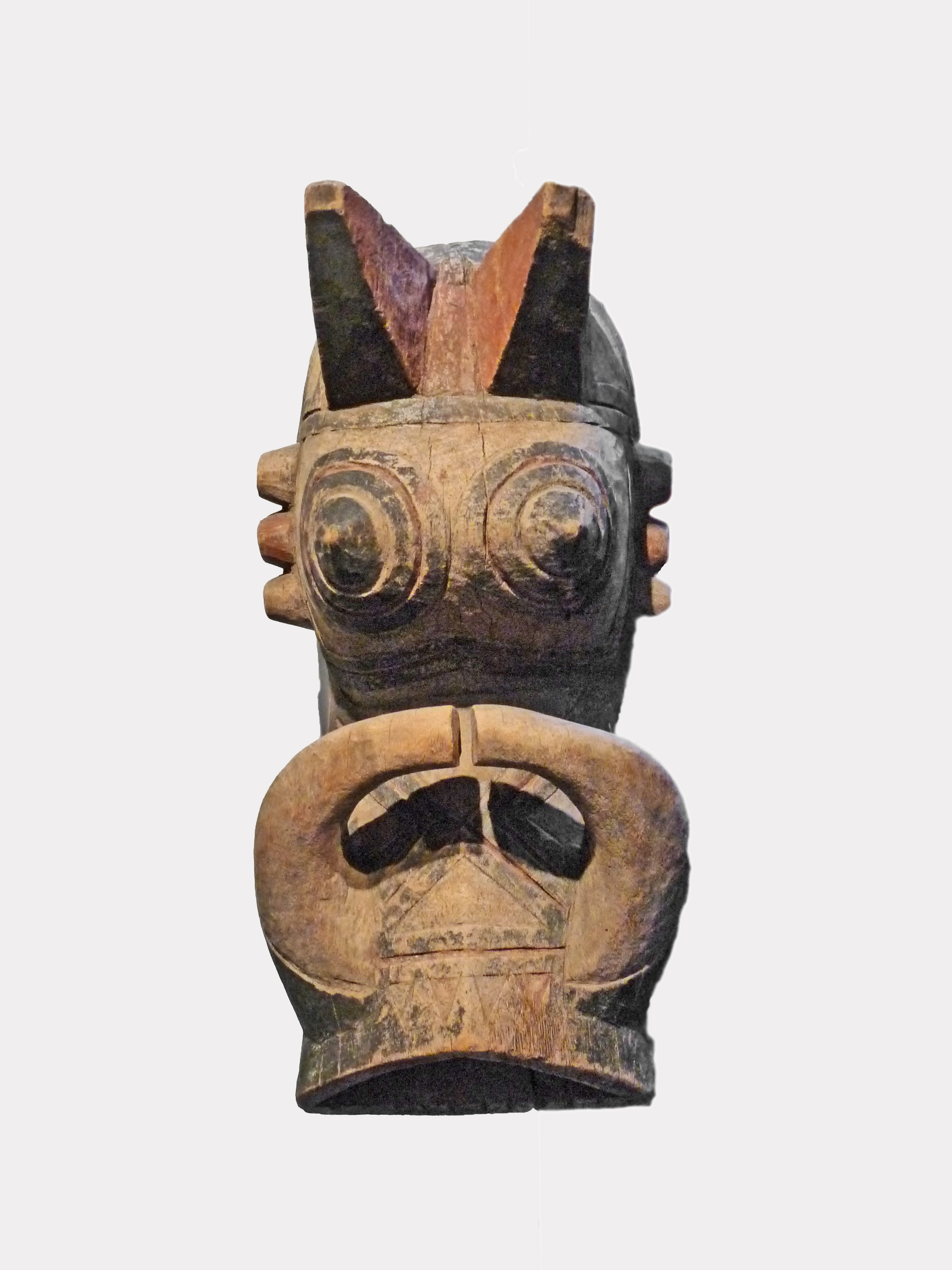
Masque phacochère de Boni.
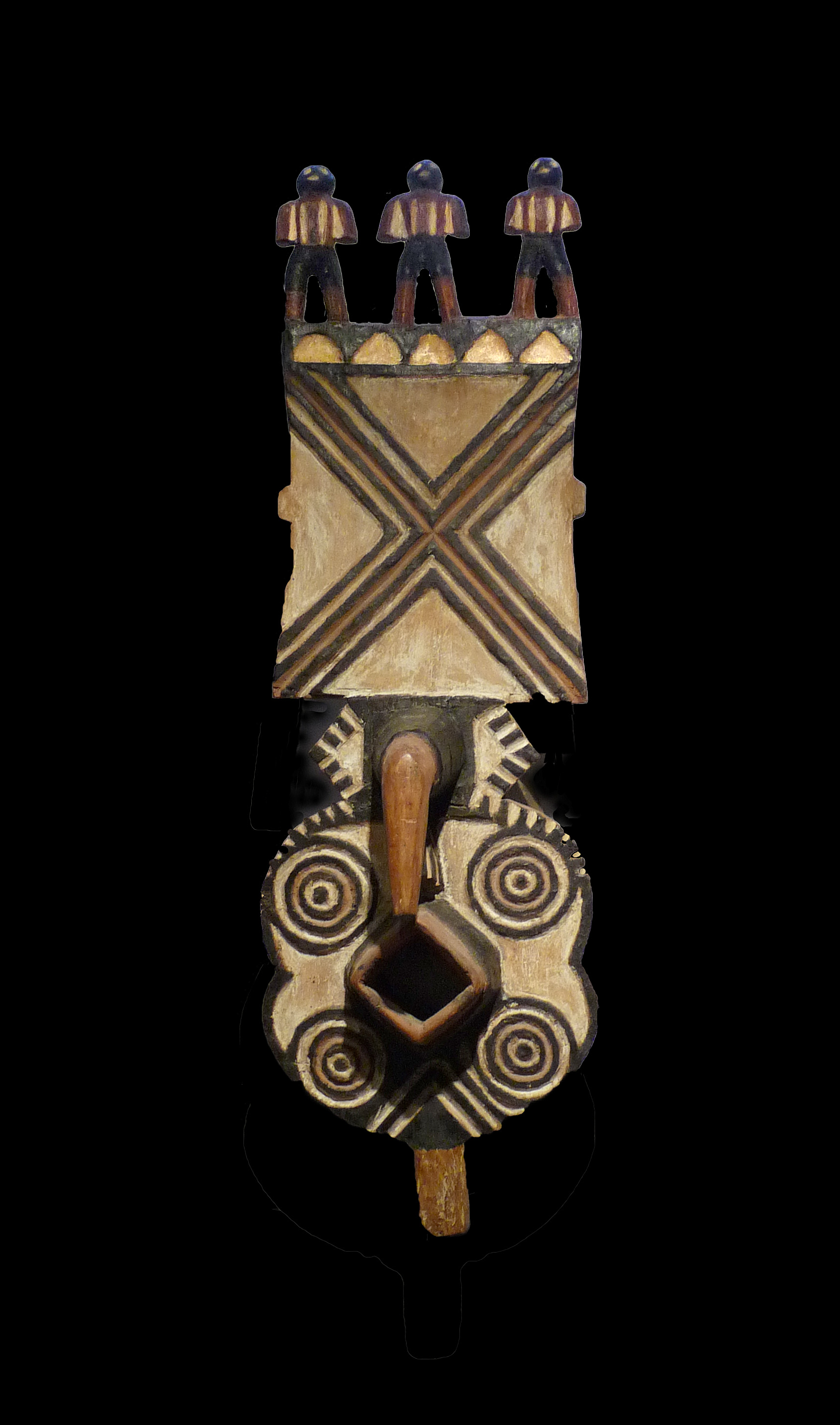
Masque au lépreux de Boni.

Boni accueille également une importante église catholique, dont l'entrée et le fronton de la façade représentent un imposant masque traditionnel bwa d'une douzaine de mètres de hauteur surmonté d'une croix.